# Colin (filme)
Colin é um filme britânico sobre apocalipse zumbi produzido em 2008, o qual após uma temporada de sucesso em festivais de cinema, conseguiu ser exibido no Festival de Cannes de 2009. Foi aplaudido por seu sucesso tendo tido um baixo orçamento - o custo total da produção foi divulgado como tendo sido de £45. O diretor, Marc Price, filmou Colin em uma câmera de definição padrão Panasonic DV que ele já possuia a mais de 10 anos, e procedeu a editá-lo em seu PC utilizando o programa Adobe Premiere que rebera de sua faculdade de mídia. Sites de relacionamento, como o Facebook e o Myspace, foram usados para reunir atores que interpretariam os zumbis.

## Premissa
Colin é o primeiro filme produzido inteiramente sob a perspectiva de um zumbi durante um "apocalipse zumbi", uma vez que o protagonista - um rapaz chamado Colin - transforma-se num morto-vivo nos primeiros minutos do filme. Outro filme que lida com uma história cujo protagonista está em condições parecidas é o trabalho de Andrew Parkman I, Zombie (1998), mas este é sobre um homem que gradativamente vai transformando-se num zumbi durante todo o filme, portanto não é contado inteiramente pela perspectiva de um zumbi.

## Elenco
- Alastair Kirton como Colin
- Daisy Aitkens como Linda
- Dominic Burgess como Pots
- Tat Whalley como "Boyfriend" (namorado)
- Leanne Pammen como Laura
- Kate Alderman como "False Laura" (falsa Laura)
- Justin Mitchell Davey como "Slingshot Guy" (cara do estilingue)
- Kerry Owen como "Colin's mother" (a mãe de Colin)
- Leigh Crocombe como Damien
- Helena Martin como "Pots' wife" (esposa de Pots)

## Lançamento em DVD
Uma edição especial contendo um DVD duplo foi lançada, estanto atualmente disponível.

## Recepção
Escrevendo para o Sight and Sound, Michael Brooke comparou o filme com Return of the Living Dead 3, o qual também é narrado do ponto de vista de um zumbi. Ele comentou que a ambientação de pânico, auxiliada pela intimidade trazida pela câmera portátil camcorder, como principal instrumento da filmagem, Colin é referido como um personagem simpático, apesar de sua aparência bestial, e comparado ao zumbi "Bub" de Day of the Dead (neste filme, Bub é um zumbi que é ensinado a lembrar-se de objetos que utilizava em vida, e de como utiliza-los).